# Трюизм
Трюи́зм, также труизм (фр. truisme, от англ. true «верный, правильный») — общеизвестная, избитая истина, банальность. Трюизмом называют что-то самоочевидное большинству людей, что упоминается лишь как напоминание либо как риторическое или литературное высказывание.
В логике суждение (высказывание) называется трюизмом, если оно не является тавтологией или теоремой, выведенной из аксиом, которые сами по себе являются истинными. 
В философии высказывание, которое не содержит достаточного условия для того, чтобы считаться истинным, может относиться к трюизмам.
Довольно часто, особенно в риторике, данный термин используют для указания на полуистинный смысл высказывания или мнения.

## Примеры
- Не для школы, а для жизни учимся мы.
- Вкладывая в образование, вкладываем в будущее.
- Программное обеспечение должно быть надлежащим образом проверено, чтобы гарантировать, что оно работает без ошибок.
- Загубленное детство — не оправдание для убийства.
- В конце концов всё будет в порядке.